# Église Saint-Étienne d'Arrembécourt
L'église Saint-Étienne est une église située à Arrembécourt, en France.

## Localisation
L'église est située sur la commune d'Arrembécourt, dans le département français de l'Aube.

## Historique
L'édifice est inscrit au titre des monuments historiques en 1987.

### Galerie

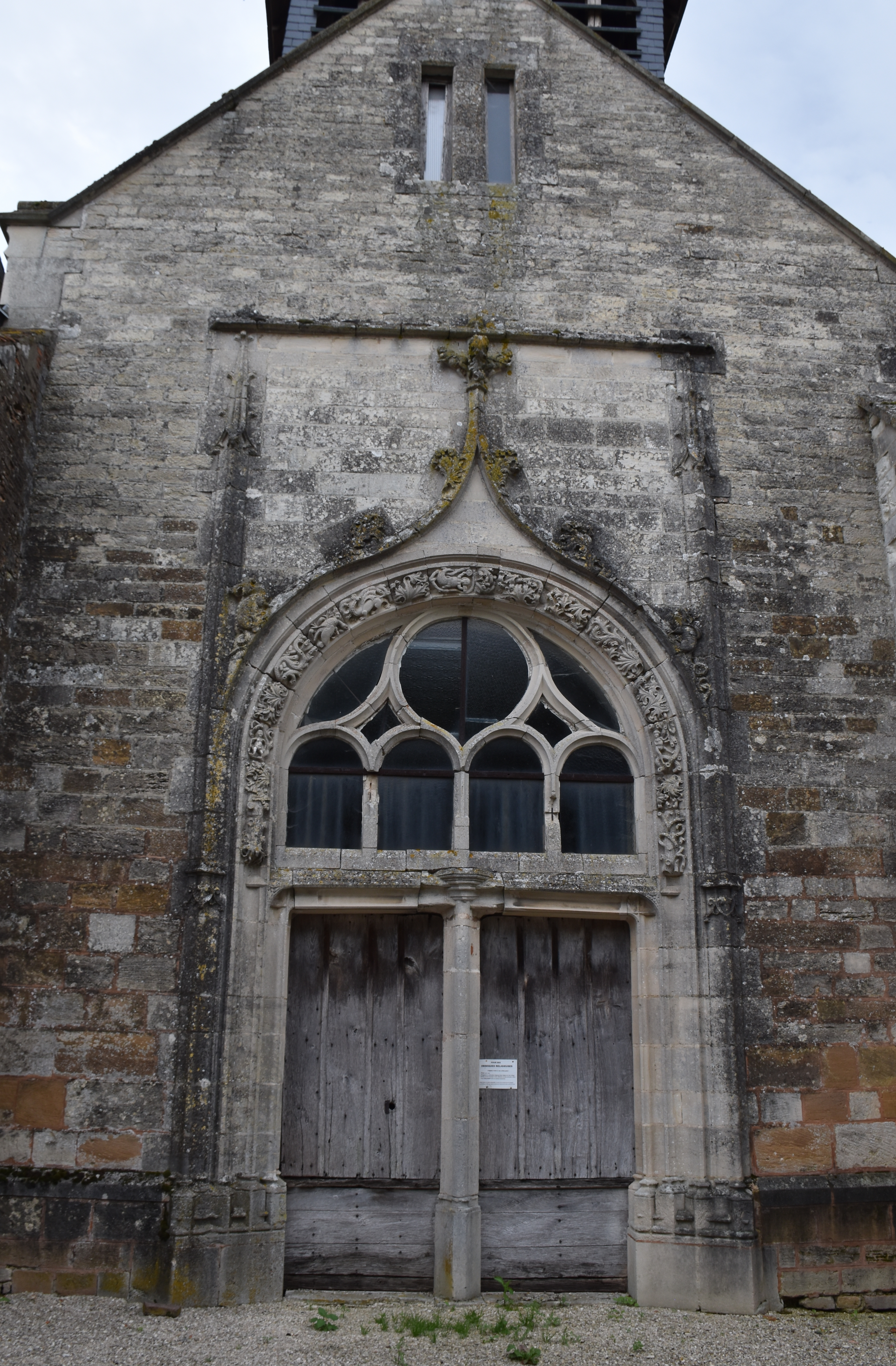
Le portail central.
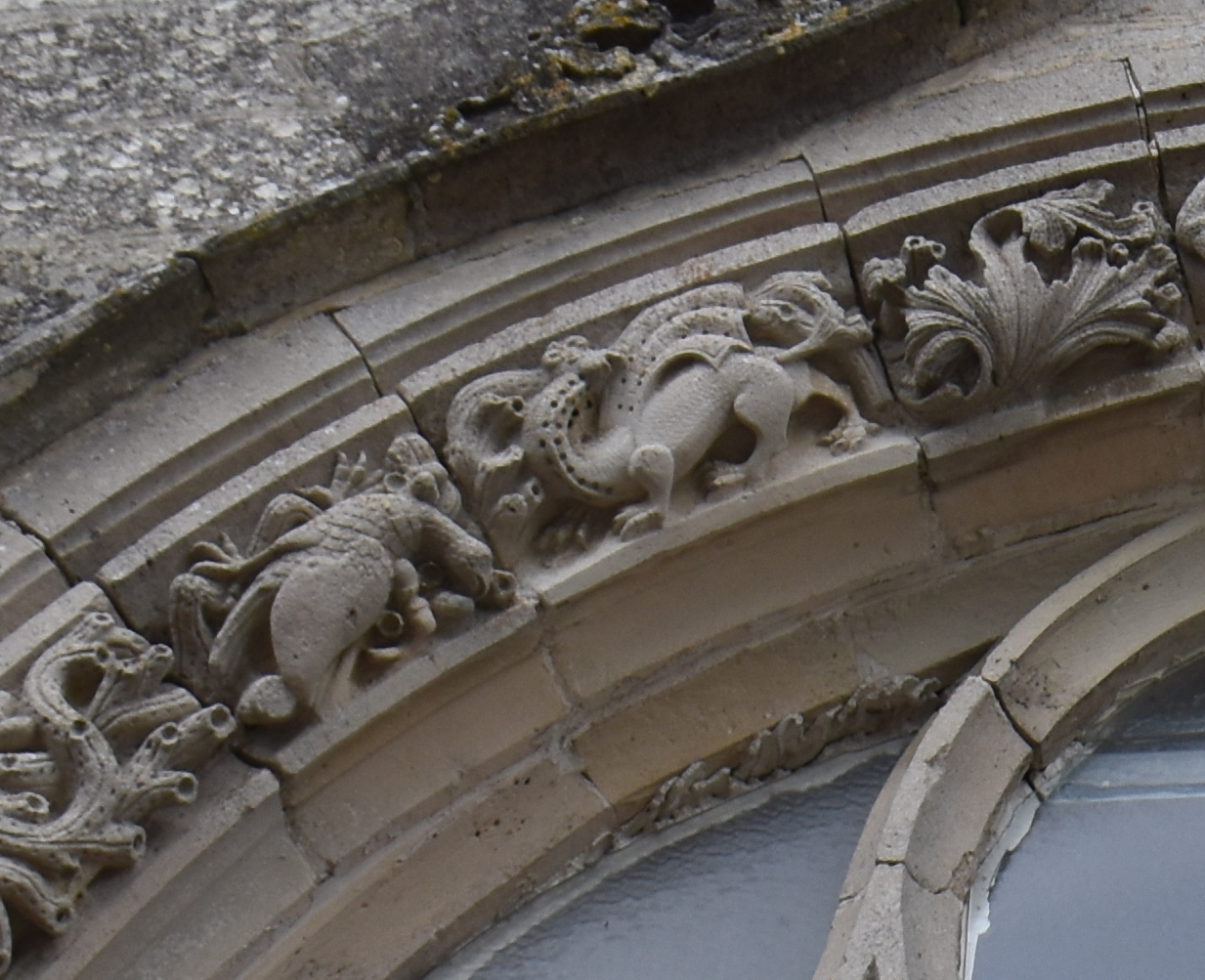
Détail des sculptures du portail.
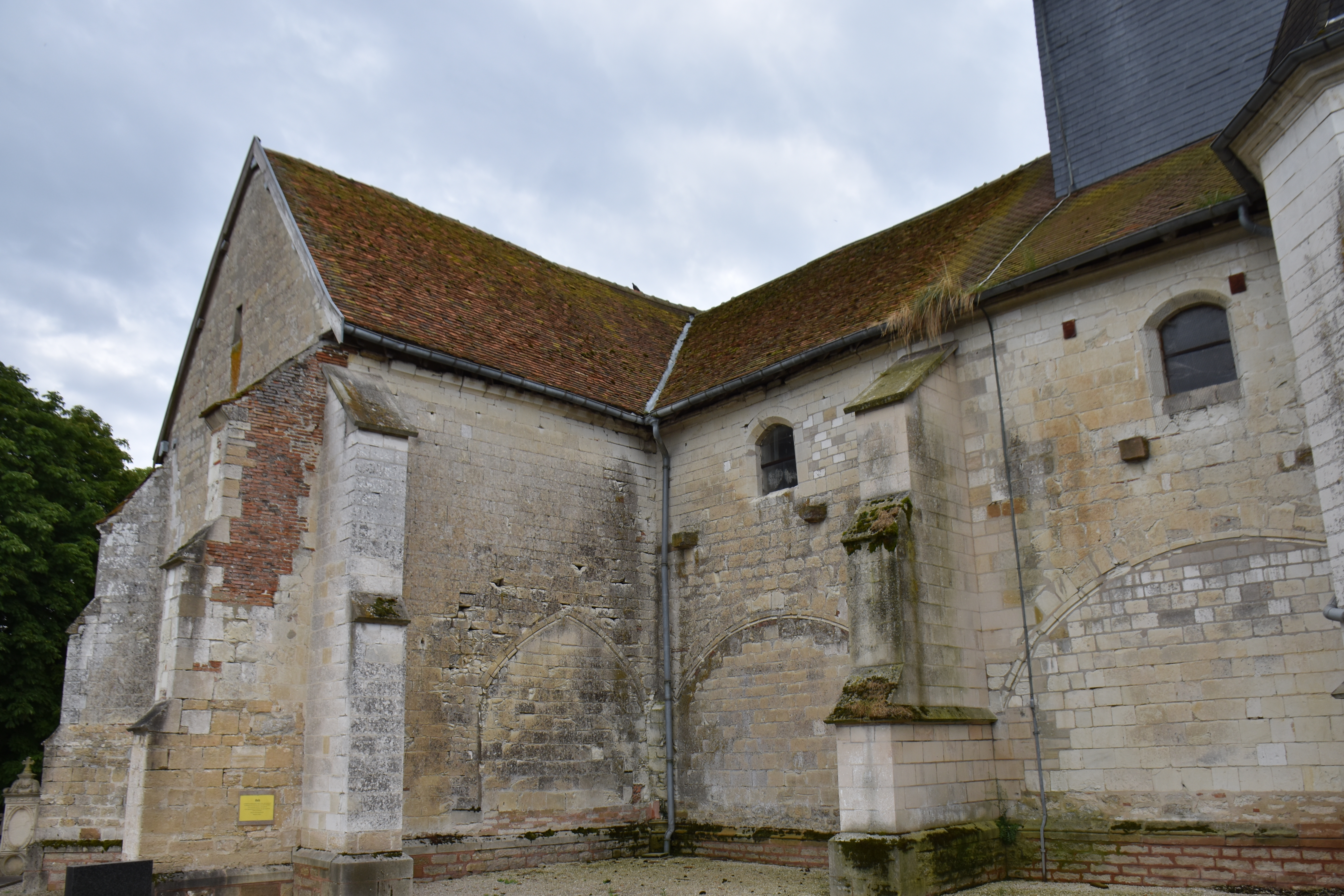
Traces de remaniement.
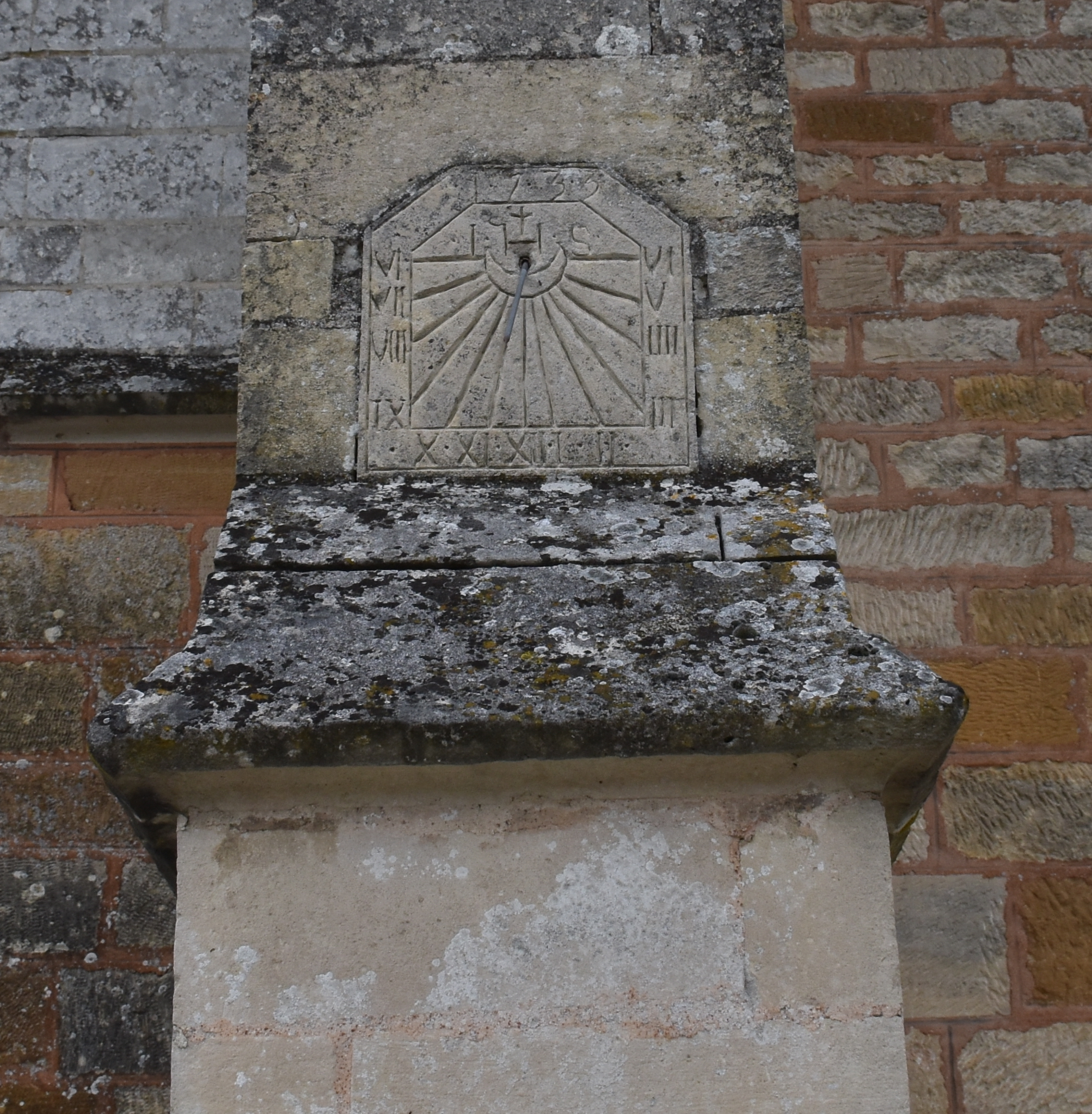
Cadran solaire dété de 1733.
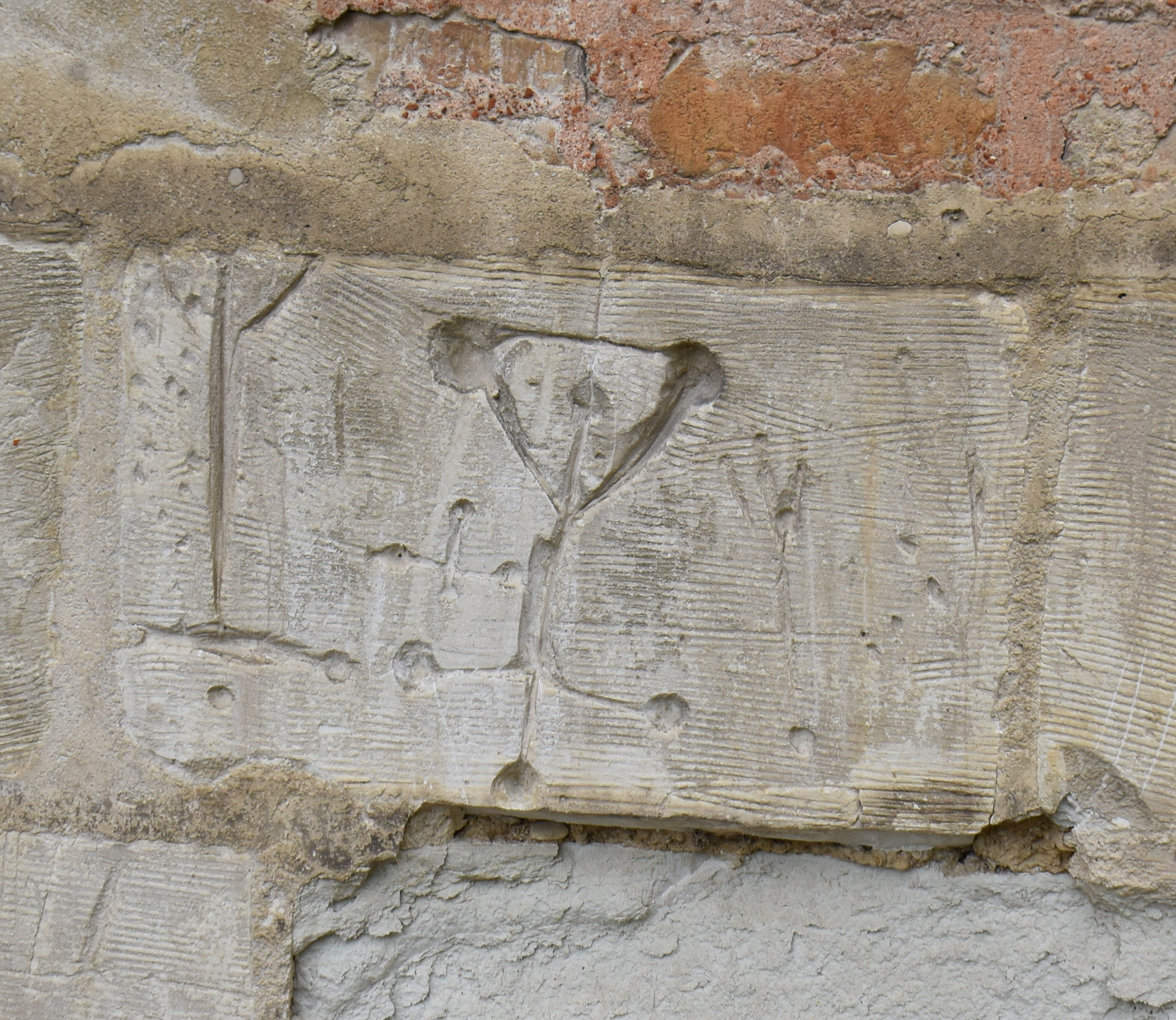
Graffiti ancien.